# Nuoto ai XIII Giochi paralimpici estivi - 50 m stile libero maschili S4

## Record
Prima di questa competizione, il record del mondo (WR) e il record paraolimpico (OR) erano i seguenti.
|  | 37.54 | Hanada Y Giappone | 27 settembre 2004 Atene, Grecia |
|  | 45.65 | Hanada Y Giappone | 27 settembre 2004 Atene, Grecia |

## Medaglie
| Posizione | Atleta          | Paese     | Tempo | Note |
| --------- | --------------- | --------- | ----- | ---- |
|           | David Smétanine | Francia   | 37.89 |      |
|           | Richard Oribe   | Spagna    | 38.69 |      |
|           | Jan Povysil     | Rep. Ceca | 39.35 |      |